# Turniej olimpijski w piłce siatkowej mężczyzn 2012/Ćwierćfinały
Mecze ćwierćfinałowe turnieju olimpijskiego w piłce siatkowej mężczyzn podczas XXX Letnich Igrzysk Olimpijskich w Londynie rozegrane zostały 8 sierpnia.
Awans do tej fazy uzyskało 8 drużyn (po 4 z każdej grupy), tj.: Argentyna, Brazylia, Bułgaria, Niemcy, Polska, Rosja, Stany Zjednoczone oraz Włochy. 
Pary ćwierćfinałowe ustalone zostały według klucza:
A1 – B4
A2 - B2/B3
A3 - B2/B3
B1 – A4
Zespoły z miejsc drugiego i trzeciego z grup A oraz B poznały swojego rywala w drodze losowania.
Do półfinałów awansowały reprezentacje Brazylii, Bułgarii, Rosji oraz Włoch.

## Bułgaria - Niemcy
Środa, 8 sierpnia 2012 – 21:30 (UTC+1) • Earls Court Exhibition Centre, Londyn
Widzów: 12000
Czas trwania meczu: 78 minut
Sędziowie: Béla Hóbor (Węgry) i Denny Céspedes Lassi (Dominikana)
| Bułgaria              | 3:0                                                | Niemcy              |
| Cwetan Sokołow 22 pkt | (25:20, 25:16, 25:14) raport raport P-2 raport P-3 | Georg Grozer 12 pkt |

| Poz.            | Nr | Zawodnik          | 1           | 2        | 3           | 4 | 5 | Pkt |
| --------------- | -- | ----------------- | ----------- | -------- | ----------- | - | - | --- |
| R               | 1  | Georgi Bratoew    | 4 jeden     | 9 sześć  | 4 jeden     |   |   | 1   |
| P               | 7  | Todor Skrimow     | 8 pięć      | 7 cztery | 8 pięć      |   |   | 6   |
| Ś               | 12 | Wiktor Josifow    | 9 sześć     | 8 pięć   | 9 sześć     |   |   | 4   |
| P               | 15 | Todor Aleksiew    | 5 dwa       | 4 jeden  | 5 dwa       |   |   | 11  |
| Ś               | 18 | Nikołaj Nikołow   | 6 trzy      | 5 dwa    | 6 trzy      |   |   | 11  |
| A               | 19 | Cwetan Sokołow    | 7 cztery    | 6 trzy   | 7 cztery    |   |   | 22  |
| L               | 13 | Teodor Sałparow   | L           | L        | L           |   |   |     |
| Zmiany          |    |                   |             |          |             |   |   |     |
| R               | 9  | Dobromir Dimitrow | 21 zmiana12 |          | 21 zmiana12 |   |   |     |
| Trener          |    |                   |             |          |             |   |   |     |
| Najden Najdenow |    |                   |             |          |             |   |   |     |

| Poz.         | Nr | Zawodnik          | 1          | 2           | 3           | 4 | 5 | Pkt |
| ------------ | -- | ----------------- | ---------- | ----------- | ----------- | - | - | --- |
| P            | 1  | Marcus Popp       | 7 cztery   | 7 cztery    | 7 cztery    |   |   | 3   |
| P            | 6  | Denis Kaliberda   | 4 jeden    | 4 jeden     | 4 jeden     |   |   | 5   |
| Ś            | 8  | Marcus Böhme      | 8 pięć     | 8 pięć      | 8 pięć      |   |   | 8   |
| A            | 9  | Georg Grozer      | 6 trzy     | 6 trzy      | 6 trzy      |   |   | 12  |
| R            | 11 | Lukas Kampa       | 9 sześć    | 9 sześć     | 9 sześć     |   |   |     |
| Ś            | 15 | Max Günthör       | 5 dwa      | 5 dwa       | 5 dwa       |   |   | 8   |
| L            | 2  | Markus Steuerwald | L          | L           | L           |   |   |     |
| Zmiany       |    |                   |            |             |             |   |   |     |
| P            | 3  | Sebastian Schwarz |            |             | 10 zmiana1  |   |   | 1   |
| R            | 4  | Simon Tischer     | 17 zmiana8 | 20 zmiana11 | 18 zmiana9  |   |   |     |
| P            | 5  | Björn Andrae      |            | 15 zmiana6  |             |   |   |     |
| A            | 10 | Jochen Schöps     | 10 zmiana1 | 10 zmiana1  | 20 zmiana11 |   |   |     |
| Trener       |    |                   |            |             |             |   |   |     |
| Vital Heynen |    |                   |            |             |             |   |   |     |

Statystyki meczowe
| Bułgaria | STATYSTYKI        | Niemcy |
| 75       | MAŁE PUNKTY       | 50     |
| 42       | ATAK              | 31     |
| 8        | BLOK              | 3      |
| 5        | SERWIS            | 3      |
| 20       | BŁĘDY PRZECIWNIKA | 13     |

| Rozkład punktów |
| --------------- |
|                 |

| Ustawienia wyjściowe drużyn                                                                                                  |
| --- |
| \| G. Bratojew Aleksijew N. Nikołow Sokołow Skrimow Josifow Sałparow Kaliberda Günthör Grozer Popp Böhme Kampa Steuerwald \| |
| |
| G. Bratojew Aleksijew N. Nikołow Sokołow Skrimow Josifow Sałparow Kaliberda Günthör Grozer Popp Böhme Kampa Steuerwald       |

## Polska - Rosja
Środa, 8 sierpnia 2012 – 19:30 (UTC+1) • Earls Court Exhibition Centre, Londyn
Widzów: 14000
Czas trwania meczu: 83 minuty
Sędziowie: Frans Loderus (Holandia) i Mohamed Nasr Shaaban (Egipt)
| Polska                  | 0:3                                                | Rosja                   |
| Zbigniew Bartman 14 pkt | (17:25, 23:25, 21:25) raport raport P-2 raport P-3 | Maksim Michajłow 13 pkt |

| Poz.            | Nr | Zawodnik           | 1           | 2           | 3          | 4 | 5 | Pkt |
| --------------- | -- | ------------------ | ----------- | ----------- | ---------- | - | - | --- |
| Ś               | 1  | Piotr Nowakowski   | 8 pięć      | 6 trzy      | 7 cztery   |   |   | 3   |
| P               | 2  | Michał Winiarski   | 4 jeden     | 8 pięć      | 9 sześć    |   |   | 7   |
| P               | 6  | Bartosz Kurek      | 7 cztery    | 5 dwa       | 6 trzy     |   |   | 8   |
| A               | 9  | Zbigniew Bartman   | 6 trzy      | 4 jeden     | 5 dwa      |   |   | 14  |
| R               | 15 | Łukasz Żygadło     | 9 sześć     | 7 cztery    | 8 pięć     |   |   | 1   |
| Ś               | 18 | Marcin Możdżonek   | 5 dwa       | 9 sześć     |            |   |   | 2   |
| L               | 16 | Krzysztof Ignaczak | L           | L           | L          |   |   |     |
| Zmiany          |    |                    |             |             |            |   |   |     |
| Ś               | 4  | Grzegorz Kosok     |             | 27 zmiana18 | 4 jeden    |   |   | 2   |
| R               | 5  | Paweł Zagumny      | 24 zmiana15 |             |            |   |   |     |
| A               | 7  | Jakub Jarosz       | 27 zmiana18 |             | 13 zmiana4 |   |   |     |
| P               | 14 | Michał Ruciak      | 10 zmiana1  | 10 zmiana1  | 10 zmiana1 |   |   |     |
| Trener          |    |                    |             |             |            |   |   |     |
| Andrea Anastasi |    |                    |             |             |            |   |   |     |

| Poz.            | Nr | Zawodnik            | 1           | 2          | 3           | 4 | 5 | Pkt |
| --------------- | -- | ------------------- | ----------- | ---------- | ----------- | - | - | --- |
| P               | 4  | Taras Chtiej        | 9 sześć     | 7 cztery   | 17 zmiana8  |   |   | 5   |
| R               | 5  | Siergiej Grankin    | 8 pięć      | 6 trzy     | 6 trzy      |   |   | 1   |
| P               | 8  | Siergiej Tietiuchin | 6 trzy      | 4 jeden    | 4 jeden     |   |   | 6   |
| Ś               | 13 | Dmitrij Muserski    | 4 jeden     | 8 pięć     | 8 pięć      |   |   | 12  |
| A               | 17 | Maksim Michajłow    | 5 dwa       | 9 sześć    | 9 sześć     |   |   | 13  |
| Ś               | 18 | Aleksandr Wołkow    | 7 cztery    | 5 dwa      | 5 dwa       |   |   | 9   |
| L               | 20 | Aleksiej Obmoczajew | L           | L          | L           |   |   |     |
| Zmiany          |    |                     |             |            |             |   |   |     |
| Ś               | 3  | Nikołaj Apalikow    | 22 zmiana13 | 14 zmiana5 |             |   |   | 1   |
| P               | 9  | Aleksandr Sokołow   | 13 zmiana4  |            |             |   |   |     |
| P               | 10 | Jurij Bierieżko     |             |            | 22 zmiana13 |   |   |     |
| P               | 15 | Dmitrij Iljinych    |             | 13 zmiana4 | 7 cztery    |   |   | 5   |
| Trener          |    |                     |             |            |             |   |   |     |
| Władimir Alekno |    |                     |             |            |             |   |   |     |

Statystyki meczowe
| Polska | STATYSTYKI        | Rosja |
| 61     | MAŁE PUNKTY       | 75    |
| 32     | ATAK              | 38    |
| 4      | BLOK              | 7     |
| 1      | SERWIS            | 7     |
| 24     | BŁĘDY PRZECIWNIKA | 23    |

| Rozkład punktów |
| --------------- |
|                 |

| Ustawienia wyjściowe drużyn |
| --- |
| \| Winiarski Możdżonek Bartman Kurek Nowakowski Żygadło Ignaczak Muserski Michajłow Tietiuchin Wołkow Grankin Chtiej Obmoczajew \| |
| |
| Winiarski Możdżonek Bartman Kurek Nowakowski Żygadło Ignaczak Muserski Michajłow Tietiuchin Wołkow Grankin Chtiej Obmoczajew       |

## Argentyna - Brazylia
Środa, 8 sierpnia 2012 – 14:00 (UTC+1) • Earls Court Exhibition Centre, Londyn
Widzów: 11500
Czas trwania meczu: 79 minut
Sędziowie: Andriej Zenowicz (Rosja) i Simone Santi (Włochy)
| Argentyna            | 0:3                                                | Brazylia             |
| Facundo Conte 10 pkt | (19:25, 17:25, 20:25) raport raport P-2 raport P-3 | Murilo Endres 14 pkt |

| Poz.         | Nr | Zawodnik          | 1           | 2        | 3           | 4 | 5 | Pkt |
| ------------ | -- | ----------------- | ----------- | -------- | ----------- | - | - | --- |
| P            | 7  | Facundo Conte     | 6 trzy      | 7 cztery | 5 dwa       |   |   | 10  |
| P            | 9  | Rodrigo Quiroga   | 9 sześć     | 4 jeden  | 8 pięć      |   |   | 7   |
| Ś            | 11 | Sebastián Solé    | 4 jeden     | 5 dwa    | 6 trzy      |   |   | 4   |
| A            | 12 | Federico Pereyra  | 8 pięć      | 9 sześć  |             |   |   | 5   |
| Ś            | 14 | Pablo Crer        | 7 cztery    | 8 pięć   | 9 sześć     |   |   | 8   |
| R            | 15 | Luciano De Cecco  | 5 dwa       |          | 4 jeden     |   |   | 1   |
| L            | 16 | Alexis González   | L           | L        | L           |   |   |     |
| Zmiany       |    |                   |             |          |             |   |   |     |
| A            | 2  | Iván Castellani   |             |          | 7 cztery    |   |   | 7   |
| R            | 5  | Nicolás Uriarte   | 24 zmiana15 | 6 trzy   |             |   |   | 1   |
| P            | 6  | Cristian Poglajen |             |          | 18 zmiana9  |   |   |     |
| P            | 10 | Nicolas Bruno     | 18 zmiana9  |          | 23 zmiana14 |   |   |     |
| Trener       |    |                   |             |          |             |   |   |     |
| Javier Weber |    |                   |             |          |             |   |   |     |

| Poz.             | Nr | Zawodnik            | 1          | 2           | 3        | 4 | 5 | Pkt |
| ---------------- | -- | ------------------- | ---------- | ----------- | -------- | - | - | --- |
| R                | 1  | Bruno Rezende       | 5 dwa      | 5 dwa       | 5 dwa    |   |   | 1   |
| Ś                | 5  | Sidão               | 7 cztery   | 7 cztery    | 7 cztery |   |   | 12  |
| A                | 6  | Leandro Vissotto    | 8 pięć     |             |          |   |   | 2   |
| P                | 8  | Murilo Endres       | 6 trzy     | 6 trzy      | 6 trzy   |   |   | 14  |
| Ś                | 16 | Lucas Saatkamp      | 4 jeden    | 4 jeden     | 4 jeden  |   |   | 5   |
| P                | 18 | Dante Amaral        | 9 sześć    | 9 sześć     | 9 sześć  |   |   | 8   |
| L                | 10 | Sérgio Dutra Santos | L          | L           | L        |   |   |     |
| Zmiany           |    |                     |            |             |          |   |   |     |
| R                | 4  | Wallace de Souza    | 15 zmiana6 | 8 pięć      | 8 pięć   |   |   | 11  |
| Ś                | 14 | Rodrigão            |            | 25 zmiana16 |          |   |   |     |
| Trener           |    |                     |            |             |          |   |   |     |
| Bernardo Rezende |    |                     |            |             |          |   |   |     |

Statystyki meczowe
| Argentyna | STATYSTYKI        | Brazylia |
| 56        | MAŁE PUNKTY       | 75       |
| 37        | ATAK              | 44       |
| 5         | BLOK              | 7        |
| 1         | SERWIS            | 2        |
| 13        | BŁĘDY PRZECIWNIKA | 22       |

| Rozkład punktów |
| --------------- |
|                 |

| Ustawienia wyjściowe drużyn                                                                              |
| --- |
| \| Solé De Cecco Conte Crer Pereyra Quiroga González Lucas Rezende Murilo Sidão Vissotto Dante Sérgio \| |
| |
| Solé De Cecco Conte Crer Pereyra Quiroga González Lucas Rezende Murilo Sidão Vissotto Dante Sérgio       |

## Stany Zjednoczone - Włochy
Środa, 8 sierpnia 2012 – 16:00 (UTC+1) • Earls Court Exhibition Centre, Londyn
Widzów: 14000
Czas trwania meczu: 96 minut
Sędziowie: Wang Ning (Chiny) i Georgios Karampetsos (Grecja)
| Stany Zjednoczone      | 0:3                                                | Włochy                 |
| Clayton Stanley 16 pkt | (26:28, 20:25, 20:25) raport raport P-2 raport P-3 | Cristian Savani 19 pkt |

| Poz.       | Nr | Zawodnik          | 1          | 2          | 3          | 4 | 5 | Pkt |
| ---------- | -- | ----------------- | ---------- | ---------- | ---------- | - | - | --- |
| P          | 1  | Matthew Anderson  | 4 jeden    | 4 jeden    | 9 sześć    |   |   | 7   |
| Ś          | 4  | David Lee         | 5 dwa      | 5 dwa      | 4 jeden    |   |   | 7   |
| R          | 7  | Donald Suxho      | 9 sześć    | 9 sześć    | 8 pięć     |   |   |     |
| P          | 8  | William Priddy    | 7 cztery   | 7 cztery   | 6 trzy     |   |   | 8   |
| Ś          | 12 | Russell Holmes    | 8 pięć     | 8 pięć     | 7 cztery   |   |   | 7   |
| A          | 13 | Clayton Stanley   | 6 trzy     | 6 trzy     | 5 dwa      |   |   | 16  |
| L          | 5  | Richard Lambourne | L          | L          | L          |   |   |     |
| Zmiany     |    |                   |            |            |            |   |   |     |
| Ś          | 2  | Sean Rooney       |            | 10 zmiana1 | 17 zmiana8 |   |   | 1   |
| A          | 16 | David McKienzie   | 13 zmiana4 | 13 zmiana4 | 13 zmiana4 |   |   |     |
| Ś          | 20 | David Smith       | 16 zmiana7 |            | 16 zmiana7 |   |   |     |
| Trener     |    |                   |            |            |            |   |   |     |
| Alan Knipe |    |                   |            |            |            |   |   |     |

| Poz.          | Nr | Zawodnik           | 1           | 2        | 3           | 4 | 5 | Pkt |
| ------------- | -- | ------------------ | ----------- | -------- | ----------- | - | - | --- |
| Ś             | 1  | Luigi Mastrangelo  | 8 pięć      | 7 cztery | 8 pięć      |   |   | 5   |
| A             | 7  | Michał Łasko       | 6 trzy      | 5 dwa    | 6 trzy      |   |   | 10  |
| P             | 9  | Ivan Zaytsev       | 4 jeden     | 9 sześć  | 4 jeden     |   |   | 16  |
| P             | 11 | Cristian Savani    | 7 cztery    | 6 trzy   | 7 cztery    |   |   | 19  |
| R             | 13 | Dragan Travica     | 9 sześć     | 8 pięć   | 9 sześć     |   |   | 6   |
| Ś             | 14 | Alessandro Fei     | 5 dwa       |          |             |   |   | 1   |
| L             | 16 | Andrea Bari        | L           | L        | L           |   |   |     |
| Zmiany        |    |                    |             |          |             |   |   |     |
| P             | 6  | Samuele Papi       | 20 zmiana11 |          | 20 zmiana11 |   |   |     |
| R             | 10 | Dante Boninfante   | 10 zmiana1  |          |             |   |   |     |
| Ś             | 15 | Emanuele Birarelli | 23 zmiana14 | 4 jeden  | 5 dwa       |   |   | 2   |
| L             | 17 | Andrea Giovi       | L           | L        | L           |   |   |     |
| Trener        |    |                    |             |          |             |   |   |     |
| Mauro Berruto |    |                    |             |          |             |   |   |     |

Statystyki meczowe
| Stany Zjednoczone | STATYSTYKI        | Włochy |
| 66                | MAŁE PUNKTY       | 78     |
| 34                | ATAK              | 42     |
| 10                | BLOK              | 8      |
| 2                 | SERWIS            | 9      |
| 20                | BŁĘDY PRZECIWNIKA | 19     |

| Rozkład punktów |
| --------------- |
|                 |

| Ustawienia wyjściowe drużyn                                                                                |
| --- |
| \| Anderson Lee Stanley Priddy Holmes Suxho Lambourne Zaytsev Fei Łasko Savani Mastrangelo Travica Bari \| |
| |
| Anderson Lee Stanley Priddy Holmes Suxho Lambourne Zaytsev Fei Łasko Savani Mastrangelo Travica Bari       |